# デクスター・ゴードン
デクスター・ゴードン（Dexter Gordon、1923年2月27日 - 1990年4月25日）は、アメリカ合衆国のジャズ・テナー・サクソフォーン奏者。

## 来歴
1923年に西海岸カリフォルニア州ロサンゼルス の中流階級家庭に生まれる。父は黒人の医師で秀才の誉れ高く、母はフランス系カナダ人の白人だった。1945年、デクスターはビリー・エクスタインのバンドを離れニューヨークに行く。1945年から1947年にかけてサヴォイ・レコードのためのレコーディング・セッションを行い、バド・パウエル、マックス・ローチ、アート・ブレイキーなどの敏腕プレイヤーと共演。その成果は、『デクスター・ライズ・アゲイン』、『ロング・トール・デックス』といったアルバムに収められた。更に、1947年にはダイアル・レコードのためのセッションを行い、ワーデル・グレイとの双頭クインテットで『ザ・チェイス』などを吹きこむ。
1950年代は麻薬禍のため活動が低迷、大部分の期間を麻薬更生施設で過ごす。そんな中、1952年2月にはグレイとジーン・ノーマン主催のジャスト・ジャズ・コンサートに出演し、『ザ・チェイス』を再演。1955年にはケニー・ドリューらとの『ダディ・プレイズ・ザ・ホーン』（Bethlehem）や、カール・パーキンス (ピアニスト)らと『デクスター・ブロウズ・ホット・アンド・クール』（Dootone）などのアルバムを録音する。
1960年代初頭から1976年にかけて渡欧し、フランスやデンマークを拠点に活動する。この頃は再び音楽活動が軌道に乗った時期で、1962年にサイドメンとして参加した、ハービー・ハンコックの初リーダー作『テイキン・オフ』（ブルーノート）、1963年に再びパウエルらとパリで録音した『アワ・マン・イン・パリ』（同）、1967年7月にドリューとともに出演したコペンハーゲンのジャズクラブ「モンマルトル」でのライヴ『モンマルトル・コレクション』（Black Lion）などが名高い。
なお、ゴードンがデンマークのゲントフテに滞在していた頃、現地のジャズ・クラブのマスターで元テニス選手であったトルベン・ウルリッヒと親しくなり、トルベンの息子の代父となる。その息子は、後にメタリカのドラマーとして成功を収めるラーズ・ウルリッヒであった。
1976年にはアメリカに戻り、殿堂ヴィレッジ・ヴァンガードでコンサートを行った。後に有名サックス奏者となるジョー・ロヴァーノはこの時の演奏を生で聴いており、「私をサックス奏者として最も向上させてくれた経験だった」と述懐している。1986年には映画『ラウンド・ミッドナイト』で主役を務め、アカデミー主演男優賞にノミネートされた。また、ロバート・デ・ニーロが主演した1990年のアメリカ映画『レナードの朝』（原題：Awakenings）にも出演し、ピアノで「デクスターズ・チューン」を演奏している。
1990年4月25日、ペンシルベニア州フィラデルフィアで亡くなる。67歳だった。